# Волков, Вениамин Васильевич
Вениами́н Васи́льевич Во́лков (20 января 1921, Ташкент — 21 февраля 2019, Санкт-Петербург) — советский и российский офтальмолог, доктор медицинских наук (1964), профессор (1967), начальник кафедры офтальмологии Военно-медицинской академии имени С. М. Кирова (1967—1989), главный офтальмолог Министерства обороны СССР, генерал-майор медицинской службы (1979); Герой Социалистического Труда (1982). Лауреат Государственной премии СССР.

## Биография
Родился 20 января 1921 года в Ташкенте в семье Василия Фирсовича (военного лётчика) и Марии Семёновны Волковых. С 1923 года жил в Петрограде. В 1938 году окончил с золотым аттестатом Шестую специальную артиллерийскую школу и поступил в Военно-медицинскую академию имени С. М. Кирова. В академии был сталинским стипендиатом (1942). В 1941—1942 годах — боец истребительного батальона в блокадном Ленинграде. За проявленное мужество был награждён медалью «За оборону Ленинграда». По окончании в мае 1942 года Военно-медицинской академии имени С. М. Кирова был назначен на должность врача батальона воздушно-десантных войск.
С августа 1942 года и до последних дней войны находился в действующей армии в составе 34-й гвардейской стрелковой дивизии. Служил врачом отдельного батальона, старшим врачом полка, командиром медицинского санитарного батальона. Прошёл боевой путь от Астрахани до Линца — от Волги до Дуная. За успешную организацию медицинской помощи раненым при освобождении Ростова-на-Дону в феврале 1943 года был награждён орденом Красной Звезды. Позднее к его боевым наградам прибавились медали «За взятие Будапешта» и «За взятие Вены», а в конце войны — орден Отечественной войны 2-й степени.
В 1948 году окончил лечебно-профилактический факультет Военно-медицинской академии имени С. М. Кирова. В 1948—1967 годах — старший ординатор, врач-специалист, научный сотрудник, преподаватель, заместитель начальника кафедры офтальмологии. В 1954 году защитил кандидатскую, а в 1964 году — докторскую диссертации. В 1967—1989 годах — начальник кафедры офтальмологии Военно-медицинской академии имени С. М. Кирова и одновременно главный офтальмолог Министерства обороны СССР. Под его руководством научные исследования кафедры были направлены на изучение механических, химических, лучевых и комбинированных поражений органа зрения как мирного, так и военного времени. В 1979 г. присвоено воинское звание «генерал-майор медицинской службы».
Указом Президиума Верховного Совета СССР от 16 февраля 1982 года за большие заслуги в развитии советской военной медицины начальнику кафедры офтальмологии Военно-медицинской академии имени С. М. Кирова Волкову Вениамину Васильевичу присвоено звание Героя Социалистического Труда с вручением ордена Ленина и золотой медали «Серп и Молот» (№ 19992).
С 20 сентября 1989 года в отставке. Похоронен на Богословском кладбище.

### Семья
Основатель династии врачей-офтальмологов.
Сестра — Таисия.
Жена — Вера Васильевна Варшакова (1922—1997).
Дочери — Мария Волкова, Ирина Рубцова.
Внуки — Екатерина Краснощекова, Михаил Краснощеков, Вениамин Краснощеков, Андрей Рубцов.
Правнуки — Полина Краснощекова, Дарья Краснощекова, Анастасия Рулёва, Денис Рубцов

Могила Волкова на Богословском кладбище Санкт-Петербурга.

## Научная деятельность
Основные направления научных работ:
- повреждения органа зрения
  - исследование патогенеза и методов лечения травмы, вызванной радиоактивным загрязнением ран, термическими факторами, множественными осколками при взрыве мин, гранат;
  - создана классификация ожогов глаз (1976);
  - обоснование, разработка и внедрение трансвитреального метода извлечения осколков из труднодоступных зон глазного яблока (1968)
  - обоснование, разработка и внедрение метода радикальной витреопусэктомии при гнойных посттравматических эндофтальмитах (1979);
  - созданы и апробированы первые в мире офтальмоэндоскопы на гибком стержне (в соавторстве с А. В. Даниловым);
  - доказана необходимость оказания высокотехнологичной помощи при боевой офтальмологической травме, минуя многоэтапность;
- офтальмологическая оптика, физиология зрения и офтальмоэргономика операторской деятельности
  - автоматизация субъективных методов исследования астигматизма (созданы астигмоптометр и астигмвизометр);
  - создание приёмов регистрации аккомодации на близкие и далёкие расстояния;
  - участие в создании таблиц для визоконтрастометрии, пороговых таблиц для исследования цветоощущения, простейших устройств для статической периметрии центрального поля зрения;
- глаукома, в особенности прогрессирующая при псевдонормальном давлении
  - создана оригинальная концепция патогенеза этой клинической формы заболевания, учитывающая системное артериальное давление и ткане-ликворное давление в зрительном нерве
  - разработана прогностическая вакуум-периметрическая проба для оценки стабилизации процесса;
- офтальмоонкология
  - был одним из трёх организаторов 1-го Международного симпозиума по внутриглазным опухолям в Шверине (ГДР, 1981)
  - создал первый в СССР лечебный бета-аппликатор на базе стронция-90 (1962);
  - разработка комбинированных и лазерных методов деструкции опухолей;
- лазеры в офтальмологии
  - разработка лазерных установок с использованием серии излучателей из ИК-области спектра;
  - созданы корнео-склеральный коагулятор, онкоофтальмокоагулятор;
  - разработаны принципы выбора оптимальных параметров лазерного излучения с учётом особенностей офтальмо-хирургической задачи.

Более 20 лет был председателем офтальмологической подсекции учёного медицинского совета при начальнике Центрального военно-медицинского управления Министерства обороны СССР. С 1948 года был делегатом всех Всесоюзных и Всероссийских съездов офтальмологов. На протяжении более чем 30 лет являлся председателем правления Ленинградского (Санкт-Петербургского) научно-медицинского общества офтальмологов.
Академик Лазерной академии наук РФ (1996), Академии медико-технических наук РФ (1997), почётный академик Российской академии естественных наук (2000). Состоит членом Международного общества исследователей глаза (ISER), Европейского общества офтальмоонкологов (с 1993 г.), Европейского общества исследователей глаукомы (с 1999 г.). Почётный член Общества офтальмологов России (избран на VIII Съезде офтальмологов России). Почётный член Офтальмологических обществ Болгарии и Кубы.
Подготовил 13 докторов и 47 кандидатов наук. Многие из учеников возглавляли кафедральные коллективы и учреждения стран СНГ, более 10 из них стали профессорами.
Автор более 600 научных работ, в том числе 20 монографий, а также первого советского учебника для военных врачей «Общая и военная офтальмология» (1980). Ему принадлежит около 50 авторских свидетельств на изобретения оригинальных приборов и устройств для диагностики и лечения глазных болезней.

### Избранные труды
- Волков В. В. Глаукома открытоугольная. — М.: Медицинское информационное агентство, 2008. — 348 с. — 2000 экз. — ISBN 978-5-8948-1698-2.
- Волков В. В. Глаукома при псевдонормальном давлении. — М.: Медицина, 2001. — 350 с. — 3000 экз. — ISBN 5-225-04633-9.
- Волков В. В. Простая глаукома : этиопатогенез и диагностика : пособие в формате лекций для врачей, интернов, клинических ординаторов : [в 2 ч.]. — М., 2011. — 4000 экз. — ISBN 978-5-905385-03-2.
- Волков В. В., Бржеский В. В., Ушаков Н. А. Офтальмохирургия с использованием полимеров. — СПб.: Гиппократ, 2003. — 415 с. — 1000 экз. — ISBN 5-8232-0234-2.
- Волков В. В., Горбань А. И., Джалиашвили О. А. Клиническая визо- и рефрактометрия. — Л.: Медицина, 1976. — 215 с. — 5000 экз.
- Волков В. В., Луизов А. В., Овчинников Б. В., Травникова Н. П. Эргономика зрительной деятельности человека. — Л.: Машиностроение, 1989. — 110 с. — 6700 экз. — ISBN 5-217-00550-5.
- Волков В. В., Сухинина Л. Б., Устинова Е. И. Глаукома, преглаукома, офтальмогипертензия : Дифференц. диагностика. — Л.: Медицина, 1985. — 216 с. — 9000 экз.
- Волков В. В., Шиляев В. Г. Комбинированные поражения глаз. — Л.: Медицина, 1976. — 159 с. — 10 000 экз.
- Волков В. В., Шиляев В. Г. Общая и военная офтальмология : Учебник / Воен.-мед. акад. С. М. Кирова.. — Л., 1980. — 384 с.
- Шамшинова А. М., Волков В. В. Функциональные методы исследования в офтальмологии. — М.: Медицина, 1998. — 415 с. — 1500 экз. — ISBN 5-225-04516-2. || . — 2-е изд., перераб. и доп. — М.: Медицина, 2004. — 429 с. — 3000 экз. — ISBN 5-225-04099-3.

## Награды и признание
- Медаль «Серп и Молот» Героя Социалистического Труда (16.02.1982)
- орден «За заслуги перед Отечеством» 4-й степени (2011)
- орден Ленина (16.02.1982)
- орден Отечественной войны 1-й степени (11.03.1985)
- орден Отечественной войны 2-й степени
- три ордена Красной Звезды
- медаль «За боевые заслуги»
- медаль «За оборону Ленинграда»
- медаль «За взятие Будапешта»
- медаль «За взятие Вены»
- ордена и медали иностранных государств
- заслуженный деятель науки РСФСР (1975)
- Государственная премия СССР (1986) — за работы по созданию банков тканей длительного хранения для операций по пересадке тканей
- диплом им. академика М. И. Авербаха (1971) — за монографию «Клиническое исследование глаза с помощью приборов»
- премия АМН СССР им. академика В. П. Филатова (1976) — за монографию «Комбинированные поражения органа зрения»
- золотая медаль имени Н. И. Пирогова (2005)
- серебряная медаль имени Марии Склодовской-Кюри (2006).
- звание «Человек года» (1998, Американский биографический институт)
- лауреат Всероссийского конкурса «Лучший врач года» (2010).
- Почётный гражданин городов Зерноград (Ростовская область) и Талмазы (Республика Молдова)
- малой планете № 7555 в Солнечной системе присвоено имя «Вен Волков» (2000, решение Комитета по наименованию малых планет солнечной системы Международного астрономического союза)[2].

## Память
- Кафедра и клиника офтальмологии имени В. В. Волкова Военно-медицинской академии имени С. М. Кирова[3]
- Решением комитета Международного астрономического союза от 20 марта 2000 г. малой планете № 7555 присвоено имя «Вен Волков»
- 14—15 мая 2021 года в Военно-медицинской академии имени С. М. Кирова состоялась Юбилейная научно-практическая конференция «Общая и военная офтальмология», посвященная 100-летию со дня рождения В. В. Волкова[4]

## Примечательные факты
Имел общий трудовой стаж более 70 лет, в том числе свыше 60 лет научно-педагогической работы в системе высшего, послевузовского и дополнительного профессионального образования.